# Foce (Amelia)
Foce is een plaats (frazione) in de Italiaanse gemeente Amelia.